# Dãy núi Krym

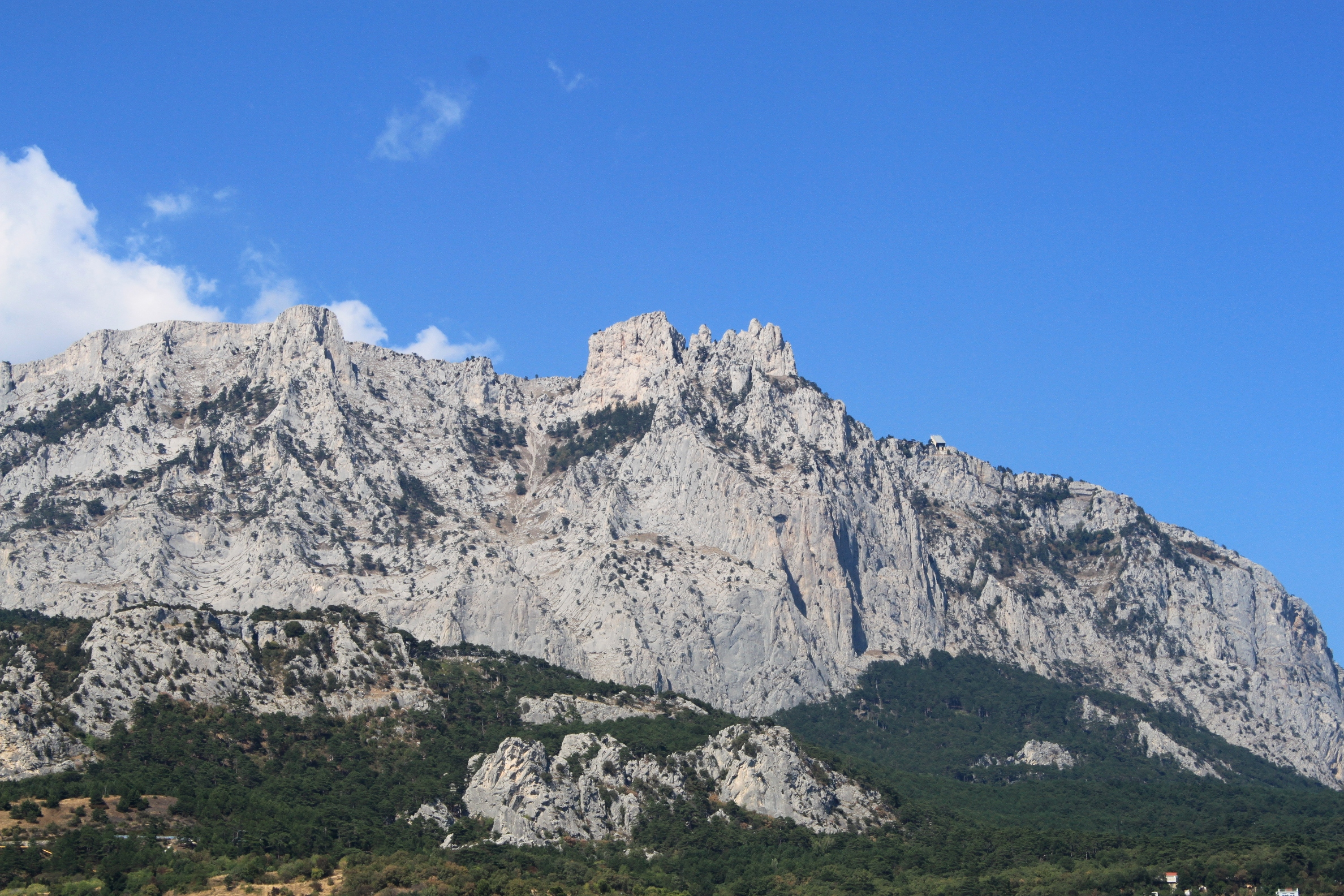
Dãy núi Krym

Dãy núi Krym (tiếng Ukraina: Кримські Гори, chuyển tự: Krymski Hory; tiếng Nga: Крымские Горы, chuyển tự: Krymskie Gory; tiếng Tatar Krym: Qırım dağları) là một dãy núi chạy song song với bờ biển đông nam của bán đảo Krym, Nga, nằm cách biển từ 8 đến 13 km. Về phía tây, dãy núi dốc đứng xuống biển Đen trong khi về phía đông thì lại dốc thoải thành cảnh quan thảo nguyên.
Dãy núi Krym gồm có ba dãy núi nhỏ. Cao nhất trong số này là dãy Chính. Dãy Chính lại được chia thành một số yayla, nghĩa là các cao nguyên núi (yayla trong tiếng Tatar Krym có nghĩa là "thảo nguyên núi cao"). Các yayla đó gồm: Baydar, Ay-Petri, Yalta, Nikita, Hurzuf, Babugan, Chatyr-Dag, Dologorukovskaya (Subatkan), Demirji và Karabi.
Ngọn cao nhất trong dãy là Roman-Kosh (tiếng Ukraina: Роман-Кош; tiếng Nga: Роман-Кош, tiếng Tatar Krym: Roman Qoş), cao 1545 m và thuộc yayla Babugan. Các ngọn núi cao trên 1200 m là:
- Demir-Kapu (tiếng Ukraina: Демір-Капу, tiếng Nga: Демир-Капу, tiếng Tatar Krym: Demir Qapı): 1540 m, thuộc yala Babugan
- Zeytin-Kosh (tiếng Ukraina: Зейтин-Кош; tiếng Nga: Зейтин-Кош, tiếng Tatar Krym: Zeytün Qoş): 1537 m, thuộc yala Babugan
- Kemal-Egerek (tiếng Ukraina: Кемаль-Егерек, tiếng Nga: Кемаль-Эгерек, tiếng Tatar Krym: Kemal Egerek): 1529 m, thuộc yala Babugan
- Eklizi-Burun (tiếng Ukraina: Еклізі-Бурун, tiếng Nga: Эклизи-Бурун, tiếng Tatar Krym: Eklizi Burun): 1527 m, thuộc yayla Chatyrdag
- Lapata (tiếng Ukraina: Лапата; tiếng Nga: Лапата, tiếng Tatar Krym: Lapata): 1406 m, thuộc yayla Yalta
- Bắc Demirji (tiếng Ukraina: Північний Демірджі, tiếng Nga: Северный Демирджи, tiếng Tatar Krym: Şimaliy Demirci): 1356 m, thuộc yayla Demirji
- Ai-Petri (tiếng Ukraina: Ай-Петрі, tiếng Nga: Ай-Петри, tiếng Tatar Krym: Ay Petri): 1234 m, thuộc yayla Ay-Petri.

Những con đèo quan trọng nhất của dãy Krym là:
- Đèo Angarskyi nằm gần làng Perevalne, trên đường từ Alushta đến Simferopol
- Đèo Baydar gần Foros, nối thung lũng Baydar với bờ biển
- Đèo Laspi gần mũi Aya, trên đường từ Yalta đến Sevastopol.

Sông thuộc dãy núi Krym có: sông Alma, sông Chernaya và sông Salhir ở sườn bắc và sông Uchan-su ở sườn nam.
Các nhà khảo cổ học đã tìm thấy xương cốt người hiện đại (về mặt giải phẫu) có niên đại cổ nhất châu Âu tại các hang động Buran-Kaya trên dãy Krym. Các hóa thạch này có niên đại 32.000 năm; các đồ tạo tác có mối liên hệ với văn hóa Gravett. Trên xương của những người này có vết cắt, ngụ ý xác họ đã bị róc thịt trong một nghi lễ.